# Antelope Canyon
L'Antelope Canyon è lo slot canyon più visitato degli Stati Uniti sudoccidentali. Si trova sulla terra Navajo vicino a Page, Arizona. Comprende sei sezioni separate e panoramiche di canyon a fessura nella riserva Navajo, denominate Upper Antelope Canyon (o The Crack), Rattle Snake Canyon, Owl Canyon, Mountain Sheep Canyon, Canyon X e Lower Antelope Canyon (o The Corkscrew). È l'attrazione principale del Lake Powell Navajo Tribal Park, insieme a un sentiero escursionistico per il Rainbow Bridge National Monument.
Il nome Navajo dell'Upper Antelope Canyon è Tsé bighánílíní, che significa "il luogo in cui l'acqua scorre attraverso le rocce (Slot Canyon)". L'Antelope Canyon inferiore è Hazdistazí (chiamato "Hasdestwazi" dal Navajo Parks and Recreation Department), o "archi di roccia a spirale". Entrambi fanno parte del capitolo LeChee della Nazione Navajo.  Sono accessibili solo con tour guidati Navajo.

## Descrizione

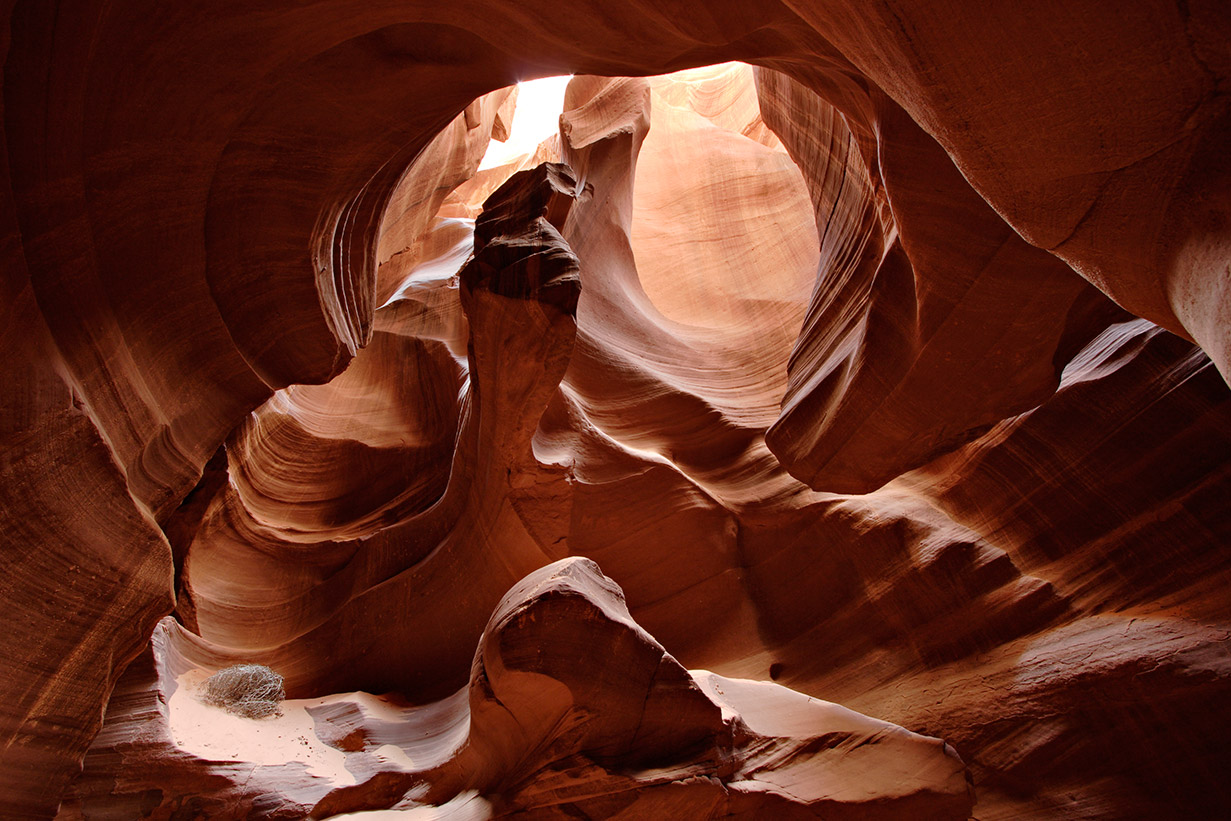
L'Antelope Canyon Superiore

L'Antelope Canyon consiste di due formazioni separate dalla strada 98 e chiamate Antelope Canyon superiore e Antelope Canyon inferiore. Il rift che ha generato i due canyon, nel suo percorso verso il lago Powell, trova per primo uno sbarramento costituito da una formazione di arenaria posta trasversalmente al suo percorso. Qui genera l'Antelope Canyon superiore (Upper Antelope Canyon) lungo solamente duecentosettanta metri, più agevole e facile. Proseguendo l'avvicinamento verso il lago, dopo cinque chilometri circa verso nord, l'erosione penetra nel terreno generando il più lungo e meno agevole Antelope Canyon inferiore (Lower Antelope Canyon), lungo oltre quattro chilometri. Entrambi i tratti, visitabili solo con l'assistenza delle guide Navaho, costituiscono una vera meraviglia della natura, e sono una vera sfida per i fotografi a causa delle difficili condizioni di luce. In alcuni periodi dell'anno e del giorno, il tratto superiore è caratterizzato dai fasci di luce che raggiungono il suolo. Entrambi i tratti dell'Antelope Canyon possono essere soggetti a inondazioni improvvise (flash flood), provocate da violente piogge, anche molto distanti dal sito, e con scarso o nullo preavviso.

## Geologia
L'Antelope Canyon (così come gli altri slot canyon) si è formato nel corso di milioni di anni a causa dell'erosione dell'arenaria da parte dell'acqua e del vento.